# Halit Ergenç
Halit Ergenç (ur. 30 kwietnia 1970 w Stambule) – turecki aktor filmowy i teatralny.

## Życiorys

### Wczesne lata
Urodził się w Stambule w rodzinie albańskiego pochodzenia jako syn aktora Saita Ergença (1931-2008). W 1989 rozpoczął studia z zakresu inżynierii morskiej na Uniwersytecie Technicznym w Stambule. Po roku porzucił studia i przeniósł się na uniwersytet sztuk pięknych Mimar Sinan, gdzie kształcił się w zakresie śpiewu operowego. W tym czasie występował w chórkach znanych piosenkarek tureckich: Lemana Sama i Ajdy Pekkan.

### Kariera
W 1996 zadebiutował na deskach Teatru Dormen i wkrótce zagrał główną rolę w musicalu Król i ja. Popularność przyniosła mu rola w serialu telewizyjnym Kara Melek. Po kolejnych sukcesach na scenie wyjechał do Nowego Jorku, gdzie wystąpił w musicalu The Adventures of Zak. Ergenç był dwukrotnie (2006, 2014) laureatem nagrody Złotego Motyla dla najlepszego aktora tureckiego.
Popularność aktora ugruntowały tytułowe role Mustafy Kemala Atatürka w filmie Dersimiz Atatürk (2010) oraz Sulejmana Wspaniałego w serialu Wspaniałe stulecie (2011–2014).

## Życie prywatne
W latach 2007–2008 był żonaty z Gizem Soysaldı. 7 sierpnia 2009 ożenił się z aktorką Bergüzar Korel, z którą mają troje dzieci: synów Alego (ur. 8 lutego 2010) i Hana (ur. 8 marca 2020) oraz córkę Leylę (ur. 3 listopada 2021).

## Wybrana filmografia
- 1996: Kara melek jako Kürsat
- 2002: Zerda jako Devran
- 2004: Aliye jako Sinan
- 2005: Mój ojciec i mój syn jako Özkan
- 2006: İlk aşk jako Kemal
- 2006-2009: Tysiąc i jedna noc jako Onur Aksal
- 2008: Samochody rewolucji jako Ugur
- 2010: Dersimiz: Atatürk jako Atatürk
- 2011: Misafir jako Oktay
- 2011–2014: Wspaniałe stulecie jako Sulejman Wspaniały
- 2016-2018: Zraniona miłość jako Cevdet
- 2016: Ali and Nino jako Fatali Khan Khoyski
- 2017: Istanbul Kırmızısı jako Orhan Sahin
- 2019: Kasablanka jako Drahon
- 2019: Ilk Adim: 1919 jako Mustafa Kemal
- 2020: Babil jako İrfan
- 2021: Dalecy bliscy jako Necati
- 2024: Maste eshgh jako Rumi
- 2025: Anonimowi zakochani jako Cem